# ماريو فورسيث
ماريو فورسيث (بالإنجليزية: Mario Forsythe)‏ هو عداء سريع جامايكي، ولد في 30 أكتوبر 1985.

## وصلات خارجية
- ماريو فورسيث على موقع الاتحاد الدولي لألعاب القوى (الإنجليزية)
- ماريو فورسيث على موقع الدوري الماسي (الإنجليزية)
- ماريو فورسيث على موقع اللجنة الأولمبية الدولية (الإنجليزية)